# Potentinus

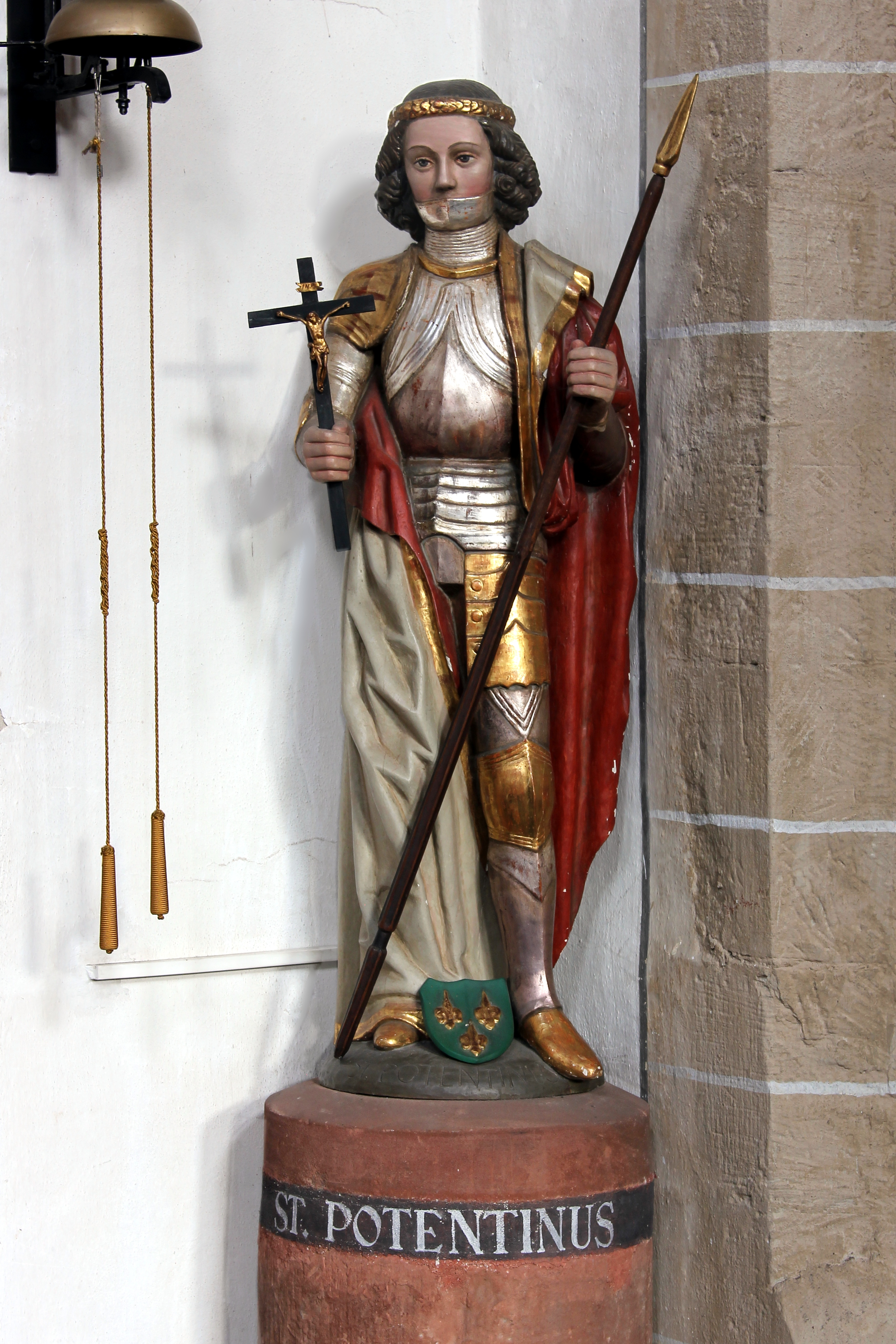
Potentinus-Statue in der Stiftskirche von Karden

Der heilige Potentinus und seine Söhne Felicius und Simplicius waren heilige Laien, die im 4. Jahrhundert lebten und einem Adelsgeschlecht Aquitaniens angehörten. Sie kamen auf einer Wallfahrt auch nach Trier und schlossen sich dann in Karden dem heiligen Castor an. Potentinus soll in Karden als Märtyrer gestorben sein. Das Fest des Potentinus und seiner Söhne ist der 18. Juni.
Die Gebeine des Potentinus und seiner Söhne kamen um 920 ins Kloster Steinfeld in der Eifel, deren Klosterkirche das Patrozinium der Heiligen trägt. Der Potentinusschrein befindet sich heute im Musée du Louvre in Paris.